# 刘楚琇
刘楚琇（5世纪—5世纪），是宋孝武帝刘骏和文穆王皇后王宪嫄的第三个女儿，出生不久就已早夭。
前废帝刘子业、豫章王刘子尚、山阴公主刘楚玉、临淮康哀公主刘楚佩的妹妹，康乐公主刘修明的姐姐，等到孝武帝刘骏继位，也没有追封她为公主，只称刘楚琇为皇女。

## 影视形象
- 2018年《凤囚凰》关晓彤饰演